# Infierno en las nubes
Infierno en las nubes (título original: Flying Leathernecks) es un largometraje bélico de origen estadounidense. Fue dirigido por Nicholas Ray y estrenado en 1951.

## Argumento
Es la Segunda Guerra Mundial en el frente japonés en 1942. En Waikiki el mayor Dan Kirby es nombrado comandante del escuadrón de combate VMF-247 en lugar del mayor Hardy y tiene la labor de convertir ese escuadrón en un escuadrón eficaz. Esa noticia no es muy bien recibida por los pilotos de combate, ya que esperaban el ascenso de Carl Griffin, su capitán. 
Una vez que ocurre ellos son enviados a la base aérea de Cactus en la isla de Guadalcanal durante la batalla de Guadalcanal, donde tendrán que luchar contra los japoneses. Allí tienen que luchar contra los aviones japoneses y lanzar bombardeos a baja altura contra las tropas japonesas de tierra en apoyo a las tropas terrestres sufriendo además bajas entre sus filas, mientras que Kirby se concentra al mismo tiempo en convertir a sus pilotos, que tienen poca experiencia, en buenos combatientes. Adicionalmente los caracteres de Kirby y Griffin chocan, ya que Griffin lo considera demasiado duro, pero el capitán descubre con el tiempo el valor y la entereza de Kirby, del cual aprende con el tiempo.
Finalmente el escuadrón muestra su eficacia y puede mostrarlo otra vez más tarde durante la guerra en 1945. Hasta entonces Kirby ha sido ascendido a teniente coronel y Griffin a mayor por sus acciones anteriores. También les dan aviones de primera para sus operaciones que son exitosas. Al final Griffin actúa como Kirby en combate mientras que Kirby cae más tarde herido en el mismo combate aéreo. Por ello él tiene que volver luego a casa para poder sanarse, pero Griffin ha aprendido de él, asume el mando con éxito, le llama maestro al despedirse de él y luego ocupa su cargo con la bendición de Kirby, el cual le da unas últimas indicaciones sobre lo que le espera en un cargo así antes de irse.

## Reparto
- John Wayne - Mayor Kirby
- Robert Ryan -  Capitán Griffin
- Don Taylor - Teniente Vern Blithe
- Janis Carter - Joan Kirby
- Jay C. Flippen - Sargento Clancy
- William Harrigan - Teniente Comandante Curran
- James Bell - Coronel

## Recepción
La película es considerada hoy en día como uno de los grandes clásicos del cine bélico.